# Asplenium diplodon
Asplenium diplodon är en svartbräkenväxtart som beskrevs av Bak. Asplenium diplodon ingår i släktet Asplenium och familjen Aspleniaceae. Inga underarter finns listade.